# Reserva marina de Long Island-Kokomohua
La reserva marina de Long Island-Kokomohua es una reserva marina situada en la región de Marlborough, en la isla Sur de Nueva Zelanda. Abarca una superficie de 619 hectáreas en la entrada del Queen Charlotte Sound / Tōtaranui, en los Marlborough Sounds. Fue la primera reserva marina establecida en la isla Sur.
La reserva incluye Long Island y las diminutas islas Kokomohua al norte, y un arrecife en gran parte sumergido que conecta las islas y se extiende hacia el noreste unos 500 m. La reserva marina se extiende un área de 463 metros más al noreste, donde hay varios pináculos rocosos en aguas profundas.

## Historia

### Historia previa a la reserva
En 1925, un guarda forestal visitó Long Island y recomendó que se convirtiera en una reserva. Al año siguiente se estableció una reserva paisajística en la reserva.
En 1991, los buceadores locales recomendaron que la zona de la reserva se convirtiera en una reserva marina. En 1992 se detuvo la pesca comercial y recreativa.

### Historia de la reserva
La reserva se estableció formalmente en marzo de 1993,
En marzo de 2011, un estudio encargado por el Departamento de Conservación encontró más bacalao azul de gran tamaño que en cualquier momento de los 17 años anteriores.
En 2014, un estudio encargado por el Departamento de Conservación identificó que la vida marina se había ampliado, había cambiado su estructura, se había vuelto más abundante, se había distribuido más ampliamente y había cambiado su comportamiento.
En marzo de 2016, un informe del Instituto Nacional de Investigación Acuática y Atmosférica identificó una espectacular recuperación de las poblaciones de peces tras el fin de la pesca comercial y recreativa. El bacalao azul depredador se ha multiplicado por tres, el moki azul se ha multiplicado por 1,4, la langosta de roca se ha multiplicado por 11,5 y la paua de pie negro se ha multiplicado por 1,4. También había dos tercios menos de kina, especialmente de kina pequeña. Concluyó que este cambio reflejaba la resistencia del ecosistema y el potencial de restauración fuera de la reserva.
En julio de 2020, el Instituto Nacional de Investigación del Agua y la Atmósfera identificó microplásticos en el fondo marino de la reserva.

## Vida silvestre
El bacalao azul de gran tamaño abunda en la reserva. La reserva protege a los peces y mariscos, así como a las focas, pingüinos y aves marinas que se alimentan en el mar. En enero de 2022, 50 polluelos de pardela (Puffinus gavia) o pakahā fueron trasladados desde la reserva al recién creado ecosantuario de Wharariki en el cabo Farewell. Fueron las primeras especies que se introdujeron en el nuevo santuario.
Los pináculos rocosos son el hábitat de bancos de perca mariposa, tarakihi, langosta de roca, bacalao azul, algas, esponjas marinas y algunos delfines y focas.

## Actividades recreativas
Sólo se puede acceder a la reserva en barco desde Picton. Las actividades incluyen la navegación, la natación, el buceo con tubo y el submarinismo cerca de los arrecifes rocosos de la costa orientada al norte. Los arrecifes no marcados, los cambios de marea, las fuertes corrientes, los vientos fuertes y los cambios repentinos en las condiciones del mar pueden ser peligrosos.
La pesca y la captura o muerte de otras especies marinas no están permitidas. Sin embargo, los tangata whenua pueden acceder a la reserva para extraer nefrita y serpentina.
No existe un recuento oficial del número de personas que visitan la reserva, pero las pruebas de los trabajos de cumplimiento sugieren que en el año 2000 había menos embarcaciones de recreo que visitaban la zona que antes de la creación del parque en 1993.